# Paul Ranson

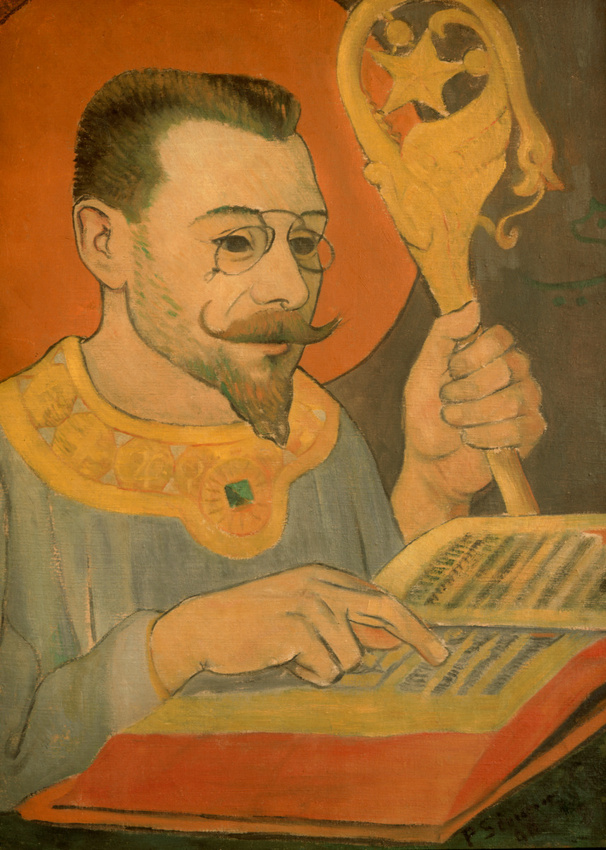
Paul Sérusier: Paul Ranson im Nabis-Kostüm, Öl auf Leinwand, 1890

Paul-Élie Ranson (* 29. März 1864 in Limoges; † 20. Februar 1909 in Paris) war ein französischer Designer und Maler des Symbolismus sowie Gründer der Pariser Académie Ranson.

## Leben
Paul Ranson war der Sohn eines erfolgreichen lokalen Politikers. Seine Mutter starb kurz nach seiner Geburt, und er wuchs bei seinen Großeltern mütterlicherseits auf. Die ersten Zeichenstunden erhielt er von seinem Großvater; später studierte er Kunstgeschichte an der École nationale supérieure d’arts décoratifs in Limoges. Seine Lehrer erkannten sein künstlerisches Talent und rieten ihm eindringlich zur Fortsetzung des Studiums in Paris.

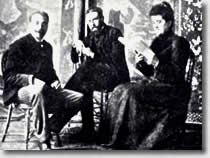
Paul Ranson, Paul Sérusier und Marie-France Ranson in Ransons Atelier, um 1900

Im Jahre 1888 ging er nach Paris, um sich bei Tony Robert-Fleury an der renommierten Académie Julian weiterzubilden. Im Künstlerviertel Montparnasse unterhielt er ein Atelier und machte innerhalb kürzester Zeit Bekanntschaft mit den bekanntesten Künstlern der Stadt, darunter Pierre Bonnard, Maurice Denis, Ker-Xavier Roussel, Aristide Maillol, Félix Vallotton und Edouard Vuillard. Mit Paul Sérusier verband ihn bald eine enge Freundschaft. Er gehörte zu den Mitbegründern der 1888 entstandenen Künstlergruppe „Nabis“ (Propheten).
Ranson heiratete seine Cousine Marie-France Rousseau. Das Paar hatte einen Sohn, Michel (* 1898).
Im Jahre 1908 gründete Ranson gemeinsam mit seiner Frau und Paul Sérusier die Académie Ranson. Die Schule war renommiert und hatte außerordentlich gute Lehrer, so unter anderen Pierre Bonnard, Maurice Denis, Roger Bissière, Ker-Xavier Roussel, Moise Kisling, Gustave Singier und Aristide Maillol.
Zu Ransons bekanntesten Studenten zählten unter anderem Roger de la Fresnaye, Alfred Gold, Paul Eliasberg, Ivo Hauptmann, Tamara de Lempicka, Otto Niemeyer-Holstein, Jean Le Moal, Maria Helena Vieira da Silva und Gino Severini. Nach seinem frühen Tod führte seine Frau die Académie Ranson fort, später sein Sohn Michel.

## Werke (Auswahl)

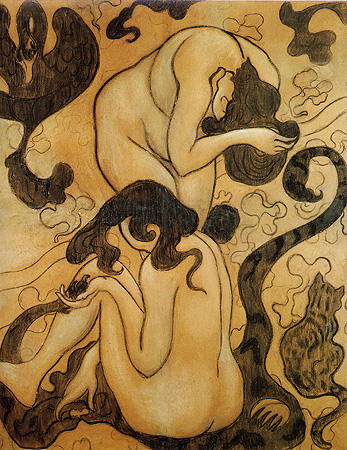
Zwei Akte, Kohlezeichnung auf getöntem Papier, 1890
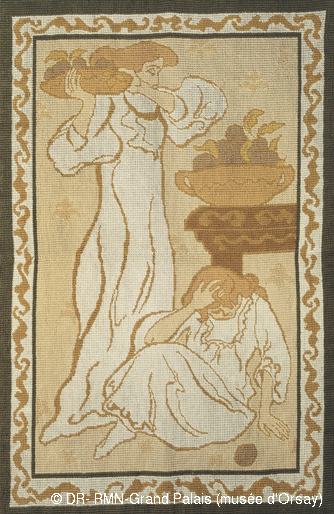
Frauen in Weiß, Wolle auf Leinwand, Tapisseriestich und Petit-Point-Stickerei, um 1895
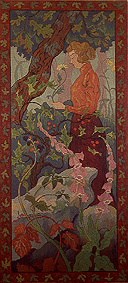
Junge Frau hinter Fingerhüten, Öl auf Leinwand, 1899
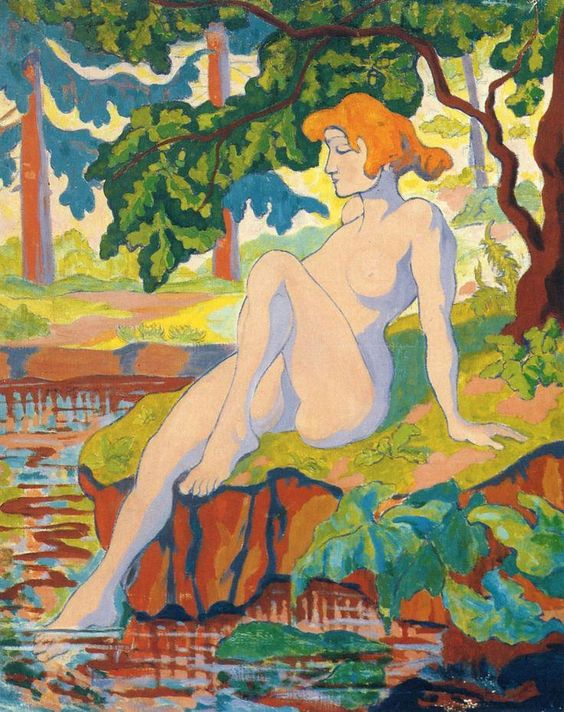
Badende, Öl auf Leinwand, undatiert